# Атунси, Фетхи Ахмед
Фетхи Ахмед Атунси (араб. فتحي احمد اتونسي‎, англ. Fethi Ahmed Atunsi, род. 19 апреля 1983) — ливийский шоссейный велогонщик.

## Карьера
В 2005 году выступил на Чемпионате Африки в индивидуальной гонке. 
Самым удачным в карьере Фетхи Ахмеда Атунси стал 2007 год. Стал чемпионом Ливии в групповой и индивидуальной гонках. На Букль дю Котон выиграл первый этап, был лидером гонки до последнего этапа, заняв по итогам всей гонки второе место. Выступил на Всеафриканских играх проходивших в городе Алжир (Алжир) и Чемпионате мира "В". По итогам сезона стал вторым в итоговом рейтинге Африканского тура UCI.
В последующие годы ещё несколько раз стал чемпионом Ливии и был участником Чемпионата Африки. Выступил на Средиземноморских играх 2009 года. За время своей карьеры принял участие в таких гонках как Тур дю Фасо, Тропикале Амисса Бонго, Тур Сенегала, Джиро дель Капо, Тур Марокко, Тур Ливии, Гран-при города Туниса, Тур Аэропортов, Тур Египта, Гран-при Шарм-эль-Шейха, Кубок Эмиратов, Кубок H. H. вице-президента, Тур Кот-д'Ивуара, Тур Алжира.
После сезона 2016 года завершил карьеру.

## Достижения
2007
 Чемпион Ливии — групповая гонка
 Чемпион Ливии — индивидуальная гонка
Букль дю Котон
2-й в генеральной классификации
1-й этап
2-й на Гран-при города Туниса
2-й на Африканском туре UCI
2008
 Чемпион Ливии — групповая гонка
 Чемпион Ливии — индивидуальная гонка
2009
 Чемпион Ливии — индивидуальная гонка

## Рейтинги
| Год                 | 2006 | 2007 | 2008 | 2009  | 2010 | 2011  |
| ------------------- | ---- | ---- | ---- | ----- | ---- | ----- |
| Африканский тур UCI | 86-й | 2-й  | 89-й | 149-й | -    | 204-й |
|                     |      |      |      |       |      |       |
| Источник: UCI       |      |      |      |       |      |       |